# Hilaree Nelson
Pour les articles homonymes, voir Nelson.
Hilaree Nelson, née le 13 décembre 1972 à Seattle et morte le 26 septembre 2022, est une skieuse-alpiniste américaine et la première femme à atteindre le sommet de deux montagnes de plus de 8 000 mètres (Everest et Lhotse) en 24 heures, le 25 mai 2012,.
Elle s'installe en France au pied du Mont Blanc dans les années 90 et en 1996, elle devient championne d’Europe de ski extrême féminin. Elle enchaîne alors les expéditions de ski-alpinisme dans le monde entier. 
Le 30 septembre 2018, Nelson et son partenaire Jim Morrison effectuent la première descente à ski de la Dream Line, le couloir du Lhotse depuis le sommet,,. Le Lhotse est la 4e plus haute montagne du monde et partage une selle avec le mont Everest. La descente est immortalisée par un film de Dutch Simpson et Nick Kalisz intitulé Lhotse.
Hilaree Nelson est nommée l'une des « 25 femmes les plus aventureuses des 25 dernières années » par Men's Journal ainsi que l'une des aventurières de l'année 2018 du National Geographic.
Elle meurt le 26 septembre 2022 en descendant à ski les pentes du Manaslu, après avoir atteint le sommet. Son corps est récupéré deux jours plus tard pour rejoindre Katmandou.